# Lee Ryan
Lee Ryan (Chatham, 17 juni 1983) is een Britse zanger, songwriter, acteur, en lid van de Britse band Blue.

## Biografie
Lee Ryan werd geboren op 17 juni 1983 in Chatham. Zijn ouders scheidden toen hij 5 jaar oud was. Hij werd later door zijn moeder opgevoed in Plumstead. Op 5-jarige leeftijd ontdekte men dat hij dyslexie heeft. Toen hij op de Chatham Grammar School for Boys, Sylvia Young Theatre School en de Italia Conti Academy of Theatre Arts gezeten had, kwam hij in de band Blue. In 2005 verliet hij de band om een solocarrière te beginnen. Ryan is vader van twee kinderen, beide geboren in 2008 uit verschillende moeders. In dat interview vertelde hij ook dat hij trio's had gehad met Duncan James, nog voordat Ryan wist dat James biseksueel was.

## Solocarrière
Lee bracht zijn eerste single Army of Lovers uit op 18 juli 2005. Het nummer bereikte de derde plaats in Engeland en zelfs de nummer 2-positie in Italië. Op 1 augustus 2005 kwam zijn debuutalbum Lee Ryan uit. Het album bereikte in Engeland de zesde plaats. In Italië bereikte het album de derde plaats en bleef het 5 weken in de top 10 staan.
Op 10 oktober 2005 bracht Lee het nummer Turn Your Car Around uit. Het bereikte de 12e plaats.
Eind 2005 tekende hij een contract met Dolce & Gabbana om het gezicht te worden van een nieuwe kledinglijn.
In januari 2006 bracht de single When I Think of you uit. Deze bereikte de 15e plaats in Engeland.

## Discografie

### Albums
| Album met eventuele hitnotering(en) in de Nederlandse Album Top 100 | Datum van verschijnen | Datum van binnenkomst | Hoogste positie | Aantal weken | Opmerkingen |
| ------------------------------------------------------------------- | --------------------- | --------------------- | --------------- | ------------ | ----------- |
| Lee Ryan                                                            | 01-08-2005            |                       |                 |              |             |
| Confessions                                                         | -                     |                       |                 |              |             |

### Singles
| Single met eventuele hitnotering(en) in de Nederlandse Top 40 | Datum van verschijnen | Datum van binnenkomst | Hoogste positie | Aantal weken | Opmerkingen |
| ------------------------------------------------------------- | --------------------- | --------------------- | --------------- | ------------ | ----------- |
| Army of Lovers                                                | 2005                  |                       |                 |              |             |
| Turn Your Car Around                                          | 2005                  |                       |                 |              |             |
| When I Think of You                                           | 2005                  |                       |                 |              |             |
| Real Love                                                     | 2006                  |                       |                 |              |             |
| Reinforce Love                                                | 2007                  |                       |                 |              |             |

- Gemeinsame Normdatei: 135317851
- International Standard Name Identifier: 0000 0000 5651 0318
- Library of Congress Control Number: no2004109792
- MusicBrainz: c6e07b54-f788-437f-9a80-8e46d21aeb77
- Nationale Bibliotheek van Israël: 987007317886505171
- Virtual International Authority File: 80105053
- WorldCat: E39PBJbGTQFRhgtyqhRwrrPWjC